# مايك دنكان
مايك دنكان (بالإنجليزية: Mike Duncan) هو أحد رؤساء الحزب الجمهوري في الولايات المتحدة حيث أنتخب رئيسا عام 2007.